# Mahdi Karim
Mahdi Karim Adschil (arabisch مهدي كريم عجيل, DMG Mahdī Karīm ʿAǧīl; * 10. Dezember 1983 in Bagdad) ist ein irakischer Fußballspieler. Karim gehört seit 2001 zum Kader der irakischen Nationalmannschaft.

## Karriere
Seine Karriere begann er 1995 bei dem irakischen Verein Al Shorta, wechselte 1999 zu Al Naft und spielte von 2002 bis 2005 bei Al Talaba. Seine ersten Auslandsverpflichtungen hatte er von 2005 bis 2008 bei Apollon Limassol und in Libyen bei Al-Ahly Tripolis, ehe er beim katarischen Erstligisten Al-Khor Sports Club einen Vertrag unterzeichnete und dort auf dem rechten Flügel des Mittelfelds spielte. Nach einer Saison kehrte er in den Irak zurück und unterschrieb beim aktuellen Meister FC Arbil.
Mit der irakischen Nationalmannschaft wurde er 2007 Asienmeister und nahm am olympischen Fußballturnier 2004 sowie am Confed-Cup 2009 teil.